# Fortuna Düsseldorf

Fortuna Düsseldorf er en tysk fodboldklub fra Düsseldorf, der i øjeblikket ligger i 2. Bundesliga. Klubben har én gang vundet det tyske mesterskab.

## Historie
Klubben blev grundlagt i 1895 under navnet Turnverein Flingern i landsbyen Flingern, der i dag er en forstad til Düsseldorf. I 1913 fusionerede klubben med Fortuna 1991 til Düssedorfer Fußball-Club Fortuna 1911. I 1919 kom endnu en fusion med TV Flingern, hvorved klubben fik sit nuværende navn.
I 1933 fik klubben sin største succes, da den blev tysk mester med en finalesejr over Schalke 04, der på det tidspunkt var Tysklands ubesridt mest succesfulde klub. I 1936 var klubben i finalen igen, men tabte til 1. FC Nürnberg.
Efter 2. verdenskrig startede klubben i Vesttysklands bedste fodboldrække. Klubben hørte dog til midt i rækken, men var i finale i pokalturneringen i 1957, 1958 og 1962 – dog med nederlag til følge alle tre gange.
Da Bundesligaen blev dannet i 1963 var Fortuna Düsseldorf ikke en af de oprindelige medlemmer, men i 1966 lykkedes det dog at rykke op. Klubben rykkede dog ud igen efter blot en sæson. I 1971 rykkede den op igen, og i de næste 16 sæsoner var klubben at finde i den bedste række. I 1978 var klubben igen i pokalfinale og tabte igen, men året efter lykkedes det endelig at hjemføre trofæet efter forlænget spilletid mod Hertha BSC Berlin. I 1980 gentog de bedriften, denne gang med en 2-1-sejr over 1. FC Köln. Klubben var i denne forbindelse også deltager i UEFA Pokalvindernes Turnering og kom i 1979 helt til finalen, som blev tabt til FC Barcelona.
I 1987 rykkede klubben ud af Bundesligaen, men kom tilbage igen i 1989. Efter tre sæsoner blev det til endnu en nedrykning. Igen i 1995 rykekde man op, men rykkede ned igen i 1997. Siden har klubben været at finde i rækkerne under Bundesligaen.

## Resultater

### Titler
Tysk mester
- Vinder (1): 1933
- Sølv (1): 1936

Tysk pokalvinder
- Vinder (2): 1979, 1980
- Sølv (5): 1937, 1957, 1958, 1962, 1978

UEFA Pokalvindernes Turnering
- Sølv (1): 1979

## Kendte spillere
- Otto Rehhagel
- Jörg Albertz
- Klaus Allofs
- Holger Fach
- Frank Mill

## Danske spillere
- Nikolaj Hust
- Flemming Lund
- Lars Brøgger
- David Nielsen
- Ken Ilsø
- Mathias "Zanka" Jørgensen
- René Tengstedt
- Henrik Ravn